# Romelândia
Romelândia é um município brasileiro do estado de Santa Catarina. Possui uma área de 222,897 km² e uma população estimada em 4 786 habitantes, conforme dados do IBGE de 2019, contabilizando uma densidade populacional de 24,58 hab./km². Esta a uma altitude de 425 metros, em relação ao nível do mar.

## História
Quando os irmãos Gransotto (Romeu e Roneci) instalaram-se nas terras onde hoje encontra-se a cidade, iniciou-se a colonização da região através de pequenas chácaras e lotes coloniais por famílias oriundas do Estado do Rio Grande do Sul.
Com a instalação da Madeireira Iguaçu Ltda., em 1942, criou-se o primeiro núcleo urbano do futuro distrito de Romelândia; distrito esse, ligado ao município de São Miguel do Oeste. Em 23 de setembro de 1963, Romelândia foi elevada a categoria de Município.

## Lista de ex-prefeitos
- Bertholdo Vôos, administrou de 1963 a 1965;
- João Giotto, administrou de 1966 a 1970;
- Verino Bach, administrou de 1971 a 1973;
- Jandir Frozza, administrou de 1974 a 1977;
- João Giotto, administrou de 1978 a 1983;
- Aléscio Francisco Bugs, administrou de 1984 a 1988;
- Antônio Derli R. da Costa, administrou de 1989 a 1992;
- Aguacy de O. Brás, administrou de 1993 a 1994;
- Elizio R. da Fonseca, administrou de 1995 a 1996;
- Aléscio Francisco Bugs, administrou de 1997 a 2000;
- Antônio Derli R. da Costa, administrou de 2001 a 2004;
- Reni Antônio Villa, administrou de 2005 a 2008;
- Reni Antônio Villa, administrou de 2009 a 2012;
- Elizio R. da Fonseca, administrou de 2013 a 2014;
- Valdoci Saul, administrou de 2015 a 2016;
- Valdir Bugs, gestão atual: 2017 a 2020.